# Centralna Komisja Wyborcza Federacji Rosyjskiej
Centralna Komisja Wyborcza Federacji Rosyjskiej (ros. Центральная избирательная комиссия Российской Федерации (Центризбирком)) – jest stałym (od 1993) organem władzy odpowiedzialnym za przeprowadzanie i nadzorowanie wyborów (do Dumy Państwowej, Prezydenta, samorządu terytorialnego) oraz referendów (ogólnokrajowych) w Rosji.
CKWFR składa się z 15 członków wybieranych przez Prezydenta, Dumę Państwową i Radę Federacji (po pięciu osób). Z kolei ci członkowie wybierają spośród siebie przewodniczącego, zastępcę przewodniczącego i sekretarza. Kadencja komisji trwa cztery lata.
30 stycznia 2007 na mocy poprawki do rosyjskiego ustawodawstwa wyborczego, członkami Centralnej Komisji Wyborczej mogą być osoby bez wyższego wykształcenia.

## Współpraca międzynarodowa
Centralna Komisja Wyborcza Federacji Rosyjskiej jest członkiem Stowarzyszenia Urzędników Wyborczych Europy Środkowej i Wschodniej (ACEEEO).

## Przewodniczący
| Imię i Nazwisko        | Kadencja          | Kadencja          |
| Imię i Nazwisko        | Początek          | Koniec            |
| ---------------------- | ----------------- | ----------------- |
| Nikołaj Riabow         | wrzesień 1993     | 14 listopada 1996 |
| Aleksander Iwanczenko  | 14 listopada 1996 | 24 marca 1999     |
| Aleksander Wieszniakow | 24 marca 1999     | 26 marca 2007     |
| Władimir Czurow        | 26 marca 2007     | 27 marca 2016     |
| Ełła Pamfiłowa         | 27 marca 2016     | nadal             |